# Франц Карл Австрийский
Франц Карл Иосиф Австрийский (нем. Franz Karl Joseph von Österreich; 17 декабря 1802 или 7 декабря 1802[…], Вена — 8 марта 1878, Вена) — эрцгерцог Австрийский, из династии Габсбург-Лотарингских, отец двух императоров (Австрии и Мексики) и дед эрцгерцога Франца Фердинанда.

## Биография
Родился в Вене, второй сын императора Франца II и его жены Марии Терезы, принцессы Королевства Обеих Сицилий.
В детстве его считали возможным будущим преемником, в течение некоторого времени существовала обеспокоенность тем, что его старший брат Фердинанд не сможет принять правительство. Сам Франц Карл был недостаточно ярким и привлекательным для светского общества человеком. Вместе с тем он интересовался искусством и культурой, проявил себя как меценат театра в Бад-Ишле, Верхнеавстрийского провинциального музея в Линце и других различных культурных учреждений.
4 ноября 1824 года в Вене он женился на Софии Баварской, дочери короля Баварии Максимилиана I и его второй жены Каролины Баденской. Напористый, энергичный и амбициозный характер эрцгерцогини вынудил Меттерниха, опасавшегося утратить власть, убедить императора Франца II не исключать Фердинанда из очереди наследования и устроил брак того на принцессе Марии Анне Савойской. Это решение во многом поспособствовало накалу неприязни между Софией и Меттернихом.
По характеру Франц Карл был человеком неамбициозным и вообще мало интересовавшимся политикой, тем не менее с 1835 по 1848 год он входил в Совет, управлявший государством вследствие неспособности к государственной деятельности его старшего брата императора Фердинанда I, но значительной роли в принятии решений не играл. По настоянию жены, он отказался от своих прав на трон после отречения Фердинанда в декабре 1848 года, передав их своему старшему сыну Францу Иосифу. Эрцгерцог Франц Карл умер в Вене в 1878 году, спустя шесть лет после смерти жены.
29 августа 1835 года был награждён орденом Св. Андрея Первозванного.

## Образ в кино
- «Наполеон на острове Святой Елены[нем.]» (немой, Германия, 1929), реж. Лупу Пик. В роли Франца Карла Австрийского — актёр Макс Кауфман.
- "Сисси" (1955) и его продолжения "Сисси — молодая императрица" и "Сисси. Трудные годы императрицы", реж. Эрнст Маришка. В роли Франца Карла — актер Эрих Никовиц.

## Дети
В браке с Софией Баварской у Франца Карла родилось пятеро детей:
- Франц Иосиф I (18 августа 1830 — 21 ноября 1916), император Австрии.
- Максимилиан (6 июля 1832 — 19 июня 1867), император Мексики.
- Карл Людвиг (30 июля 1833 — 19 мая 1896), эрцгерцог Австрийский, отец Франца Фердинанда и дед Карла I, последнего императора Австрии.
- Мария Анна (27 октября 1835 — 5 февраля 1840)
- Людвиг Виктор (15 мая 1842 — 18 января 1919), эрцгерцог Австрийский